# Sebastian Striegel

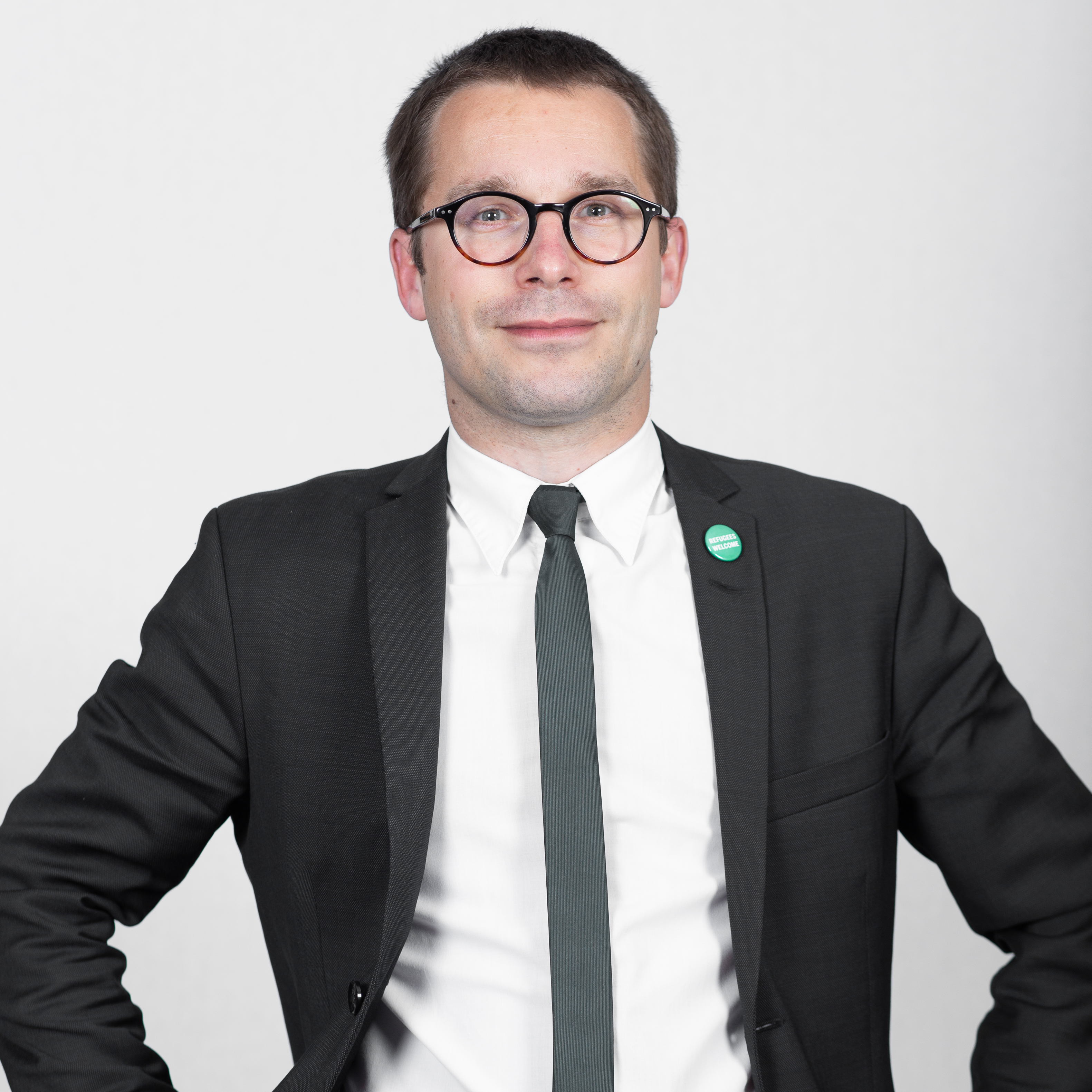
Sebastian Striegel, 2018

Sebastian Striegel (* 3. Juni 1981 in Halle (Saale)) ist ein deutscher Politiker (Bündnis 90/Die Grünen). Er ist seit 2011 Mitglied des Landtages von Sachsen-Anhalt und war von April 2011 bis Juni 2023 Parlamentarischer Geschäftsführer der Fraktion Bündnis 90/Die Grünen im Landtag von Sachsen-Anhalt. Von November 2019 bis November 2021 amtierte Striegel als Co-Vorsitzender von Bündnis 90/Die Grünen Sachsen-Anhalt.

## Leben
Striegel verbrachte Kindheit und Jugend in Merseburg. Nach dem Abitur im Jahr 2000 und einem freiwilligen Friedensdienst mit Eirene in Nordirland studierte er zunächst von 2002 bis 2004 an der Friedrich-Schiller-Universität Jena Neuere Geschichte und Politikwissenschaft. Im Jahr 2004 nahm er das Studium der Politikwissenschaft an der Freien Universität Berlin auf, das er 2008 als Diplompolitologe abschloss.

## Politik
Im Jahr 1998 trat Striegel der Partei Bündnis 90/Die Grünen bei. Von 2004 bis 2008 war er Kreisvorsitzender von Bündnis 90/Die Grünen im Landkreis Merseburg-Querfurt und nach der Kreisreform 2007 im Saalekreis. Das Amt des Kreisvorsitzenden bekleidete er im Saalekreis erneut zwischen 2013 und 2019. Von 2006 bis 2011 war Striegel Mitglied im Landesvorstand seiner Partei. Von November 2019 bis November 2021 war er einer von zwei Landesvorsitzenden von Bündnis 90/Die Grünen in Sachsen-Anhalt. Striegel ist Mitglied der vom Bundesvorstand eingesetzten Rechtsextremismuskommission von Bündnis 90/Die Grünen.
Von 1999 bis 2000 war er Stadtrat in Merseburg.
Bei der Landtagswahl in Sachsen-Anhalt am 20. März 2011 zog er auf Listenplatz 4 in den Landtag ein. Bei der Landtagswahl am 13. März 2016 wurde er wiedergewählt und zog auf Platz 2 der Landesliste in den Landtag ein. Zur Landtagswahl am 6. Juni 2021 kandidierte Striegel erneut auf Platz 2 der Landesliste. Gemeinsam mit fünf weiteren Abgeordneten bildet er die bündnisgrüne Fraktion im Landtag von Sachsen-Anhalt der 8. Wahlperiode. Striegel war von April 2011 bis Juni 2023 Parlamentarischer Geschäftsführer seiner Fraktion. Er ist innen- und rechtspolitischer Sprecher der Fraktion. Im November 2023 übernahm er zudem das Amt des energiepolitischen Sprechers.
Im Juni 2021 zeigte Striegel den AfD-Landtagsabgeordneten und Thüringer AfD-Vorsitzenden Björn Höcke wegen der Verwendung der verbotenen SA-Parole „Alles für Deutschland“ bei einem Wahlkampfauftritt am 29. Mai 2021 in Merseburg an. Die Staatsanwaltschaft Halle ließ in der Folge Höckes Immunität aufheben und erhob 2023 Anklage gegen den AfD-Politiker wegen der Verwendung von Kennzeichen einer ehemaligen nationalsozialistischen Organisation. Am 14. Mai 2024 wurde Björn Höcke in der Sache durch das Landgericht Halle zu einer Geldstrafe in Höhe von 100 Tagessätzen zu 130 Euro verurteilt.
Am 15. Januar 2024 wurden Striegel und ein ebenfalls anwesender Lokaljournalist im Rahmen eines Klima-Protests in Halle (Saale) von einem Autofahrer angefahren. Sowohl Striegel als auch der Journalist wurden dabei leicht verletzt, der Autofahrer beging Fahrerflucht. Striegel war laut Angaben seiner Partei als parlamentarischer Beobachter vor Ort.

## Kontroversen und Kritik
Im März 2015 reagierte Striegel auf Twitter sarkastisch mit „Zuwanderung bis zum Volkstod“ auf einen Tweet. Später löschte er diese Reaktion. Die AfD-Fraktion im Landtag von Sachsen-Anhalt forderte deshalb 2019 seine Abwahl aus der parlamentarischen Kontrollkommission, scheiterte aber an der nötigen Stimmenanzahl.
Striegel stand 2017 in der Kritik, weil er eine Hausbesetzung durch linke Gruppen in Halle (Saale) mit den Worten verteidigte: „Es gilt ausdrücklich auch für Demokratien und Rechtsstaaten, dass es Punkte gibt, in denen auch nicht legale Tätigkeiten legitim sein können.“ Diese Aussage zog im Landtag eine Plenardebatte nach sich, in der er von der CDU- und der AfD-Fraktion kritisiert wurde.

## Privates
Sebastian Striegel ist römisch-katholisch, verheiratet und hat zwei Kinder. Sein Vater, Roland Striegel, ist Kommunalpolitiker und war von 2019 bis 2024 Vorsitzender des Stadtrates von Merseburg. Sebastian Striegel wurde von Bischof Gerhard Feige in die Fachkommission Gerechtigkeit, Frieden und Bewahrung der Schöpfung des Bistums Magdeburg berufen.